# Geodia barretti
Geodia barretti is een sponssoort in de taxonomische indeling van de gewone sponzen (Demospongiae). De spons behoort tot het geslacht Geodia en behoort tot de familie Geodiidae. De wetenschappelijke naam van de soort werd voor het eerst geldig gepubliceerd in 1858 door James Scott Bowerbank. Het lichaam van de spons bestaat uit kiezelnaalden en sponginevezels, en is in staat om veel water op te nemen.

## Beschrijving
G. baretti is een grote, bolvormige spons. Het kan groeien tot een diameter van 50 cm en een gewicht van 24 kg. Jonge sponzen zijn het dichtst bij een perfecte bolvorm. De kleur is meestal wit en bruin. Een soortgelijke, maar onregelmatig gevormde spons is de Geodia macandrewii.

## Verspreiding
Deze grote diepzee spons wordt aangetroffen in de boreale wateren van de Noord-Atlantische Oceaan tot aan de Noordelijke IJszee, en is vrij gebruikelijk op de kusten van Noorwegen en Zweden. Het is een dominante soort in boreale sponsgronden. Het komt het meest voor dieper dan 30 meter en wordt meestal gevonden op steile wanden of op rotsachtige ondergrond.